# Gemma De Ferrari
Gemma De Ferrari (Napoli, ... – Bologna, ...; fl. XX secolo) è stata un'attrice italiana.

## Biografia
Tra le sue interpretazioni, è stata elogiata dalla critica quella della madre di Mario in Addio giovinezza! di Augusto Genina.
Trascorse gli ultimi anni della sua vita nella Casa di riposo per artisti drammatici Lyda Borelli di Bologna, inaugurata nel 1931.

## Filmografia
- Il piccolo garibaldino, regia di Filoteo Alberini (1909)
- Tragico amore, regia di Baldassarre Negroni (1912)
- Idillio tragico, regia di Baldassarre Negroni (1912)
- Tramonto, regia di Baldassarre Negroni (1913)
- La maestrina, regia di Baldassarre Negroni (1913), noto anche come L'arma dei vigliacchi
- Capitan Fracassa, regia di Mario Caserini (1915)
- L'impronta della piccola mano, regia di Enrique Santos (1916)
- Sotto l'ala della morte, regia di Ivo Illuminati (1919)
- La biondina, regia di Amleto Palermi (1923)
- Sansone, regia di Torello Rolli (1923)
- Addio giovinezza!, regia di Augusto Genina (1927)